# The Great Game
The Great Game – det store spil – er en betegnelse, som bruges om den strategiske rivalisering mellem det Britiske imperium og Det Russiske Kejserrige om herredømmet i Centralasien. The great game tidsfæstes i almindelighed til at være startet med Gulistan-traktaten i 1813 og have varet indtil den Britisk-russiske konvention af 1907. En anden knap så intensiv fase fulgte efter oktoberrevolutionen i 1917.
Briterne frygtede at russisk ekspansion i Centralasien ville true deres primære koloni, Indien, mens russerne modsat frygtede at britisk ekspansion ville true deres interesser i Centralasien.
Begrebet "The Great Game" tilskrives i reglen Arthur Conolly (1807–1842), en efterretningsofficer i British East India Company's Sixth Bengal Light Cavalry. Det blev gjort almindeligt kendt af den britiske forfatter Rudyard Kipling i hans roman Kim (1901).

## Britisk-russisk rivalisering i Afghanistan
Fra britisk side truede det russiske riges ekspansion i Centralasien med at ødelægge kronjuvelen i det Britiske imperium, Indien. Da zarens tropper begyndte at undertvinge det ene khandømme efter det andet, frygtede briterne, at Afghanistan ville blive et springbræt for en russisk invasion af Indien.
Det var med dette in mente, at briterne i 1838 indledte den første britisk-afghanske krig og forsøgte at indsætte en marionetregering under Shuja Shah. Styret blev kortvarigt, og kunne ikke opretholdes uden britisk militær støtte. I 1842 angreb pøbelen briter på gaderne i Kabul og den britiske garnison blev tvunget til at opgive Kabul på grund af stadige angreb fra civile.
Den retirerende britiske hær bestod af omkring 4.500 tropper (hvoraf 690 var europæere) og 12.000 som fulgte med hæren. Under en række angreb fra afghanske krigere blev alle undtagen en, dr. William Brydon, dræbt under tilbagetoget til Indien.
Briterne holdt deres ambitioner i Afghanistan i ave efter det ydmygende tilbagetog fra Kabul. Efter Sepoy-oprøret i 1857 anså de britiske regering Afghanistan for at være en stødpudestat. Russerne, anført af Konstantin Kaufman, Mikhail Skobelev og Mikhail Chernyayev, fortsatte med at rykke støt sydpå mod Afghanistan og i 1865 blev Tashkent formelt annekteret.
Samarkand blev en del af det russiske rige tre år senere og Bukharas uafhængighed blev stort set fjernet ved en fredsaftale samme år. Russerne havde nu kontrol med området ned til den nordlige bred af Amu Darya floden.
I et brev til dronning Victoria foreslog premierminister Benjamin Disraeli at "rydde Centralasien for moskovitter og drive dem tilbage til det Kaspiske hav". Han gennemførte loven om kongens titler, som gav dronningen titel af kejserinde af Indien, hvilket bragte hende på samme niveau som den russiske zar.
Efter at den russisk-tyrkiske krig var brudt ud og russerne havde indledt en uindbudt diplomatisk mission i Kabul i 1878 krævede Storbritannien at Afghanistans hersker Sher Ali modtog en britisk diplomatisk mission. Denne blev afvist, og som gengældelse blev en styrke på 40.000 mand sendt over grænsen, hvilket blev begyndelsen på den anden britisk-afghanske krig.
Krigen førte til at Abdur Rahman Khan kom på tronen, og han indvilligede i at lade briterne varetage Afghanistans udenrigspolitik mens han konsoliderede sin stilling på tronen. Det lykkedes ham at nedkæmpe indre oprør med hensynsløs effektivitet og bragte en stor del af landet under central kontrol.
Russisk ekspansion medførte en anden krise – Panjdeh hændelse – da de tog oasen Merv i 1884. Russerne gjorde krav på hele den tidligere herskers område og kæmpede mod afghanske tropper om oasen Panjdeh. På randen af krig mellem de to stormagter valgte briterne at acceptere den russiske besiddelse som et fait accompli.
Uden at nogen afghaner blev spurgt enedes den fælles britisk-russiske grænsekommission om at russerne skulle opgive de fjerneste områder, som de havde erobret på deres fremrykning men beholde Panjdeh. Denne aftale fastlagde en permanent nordlig afghansk grænse ved Amu Darya,
med tab af et stort område til følge, især omkring Panjdeh. Briterne fortsatte imidlertid med at have problemer i området i slutningen af 1800-tallet.
I 1890–1891 havde briterne mistanke om russisk indblanding blandt "herskerne i småstaterne på nordgrænsen af Kashmir". Dette var årsagen til Hunza-Naga felttoget som betød, at briterne fik kontrol over staterne Hunza og Nagar.

## Den britisk-russiske alliance
I perioden op til 1. verdenskrig var begge imperier foruroligede over Tysklands stigende aktivitet i Mellemøsten, først og fremmest den tyske Bagdadbane, som ville åbne Irak og Iran op for tysk handel og teknologi. Udenrigsministrene Alexander Izvolsky og Edward Grey enedes om at bilægge deres landes langvarige konflikter i Asien med henblik på effektivt at kunne stå fast imod den tyske fremrykning i regionen. Den britisk-russiske konvention af 1907 bragte en afslutning på den klassiske periode af the Great Game.
Russerne accepterede at politikken i Afghanistan udelukkende var under britisk kontrol så længe briterne lovede ikke at ændre regimet. Rusland gik ind på at håndtere alle politiske forbindelser med Afghanistan gennem briterne. Briterne gik ind på at de ville fastholde de nuværende grænser og aktivt fraråde ethvert afghansk forsøg på at forgribe sig på russisk område. Persien blev delt i tre zoner – en britisk mod syd, en russisk mod nord og en smal neutral zone som buffer ind i mellem.
Med hensyn til Tibet enedes begge magter om at fastholde denne bufferstats territoriale integritet og kun forhandle med Lhasa gennem Kina, den suzeræne magt".

## Kritik
Gerald Morgans "Myth and Reality in the Great Game" behandlede emnet ved at undersøge de forskellige afdelinger af det britiske kolonistyre i Indien for at se om der nogensinde eksisterede et britisk efterretningsnetværk i Centralasien. Morgan skriver, at der ikke findes beviser for et sådant netværk. I bedste fald var forsøg på at indsamle information om russiske træk i Centralasien sjældne engangsforestillinger. I værste tilfælde var intriger i lighed med dem i Kim grundløse rygter, og Morgan skriver at sådanne rygter "altid florerede i Centralasien og blev henført i lige grad til Rusland og Storbritannien."
I sin forelæsning "The Legend of the Great Game" siger Malcolm Yapp at briter havde anvendt begrebet "The Great Game" i slutningen af 1800-tallet til at beskrive flere forskellige ting i sammenhæng med deres interesser i Asien. Yapp mener at de britiske myndigheders største bekymring i Indien var kontrollen over den indfødte befolkning, ikke at forhindre en russisk invasion. 
Ifølge Yapp gælder det at når man "læser det britiske imperiums historie i Indien og Mellemøsten bliver man slået af hvor fremtrædende og samtidig hvor urealistiske de strategiske debatter er." 

## Britisk-sovjetisk rivalisering i Afghanistan
Oktoberrevolutionen i 1917 ophævede eksisterende traktater og en ny fase i the Great Game begyndte. Mordet på den daværende hersker Habibullah Khan gik forud for starten af den tredje britisk-afghanske krig i 1919. Hans søn og efterfølger Amanullah erklærede fuld uafhængighed og angreb Britisk Indiens nordlige grænse. Selv om der ikke blev opnået meget rent militært, blev dødvandet løst med Rawalpindiaftalen af 1919. Afghanistan fik sin selvbestemmelse tilbage i udenrigspolitikken.
I maj 1921 underskrev Afghanistan og den russiske sovjetrepublik en venskabstraktat. Sovjetunionen gav Amanullah støtte i form af penge, teknologi og militærudstyr. Den britiske indflydelse i Afghanistan svandt ind, men forbindelserne mellem Afghanistan og russerne forblev uklare idet mange afghanere ønskede at få kontrollen over Merv og Panjdeh tilbage. Sovjetunionen på sin siden ønskede at få mere ud af venskabstraktaten end Amanullah var villig til at yde.
Storbritannien indførte mindre sanktioner og diplomatiske træk som svar på traktaten. De frygtede at Amanullah var på vej ud af deres indflydelsessfære og erkendte at den afghanske regerings politik gik ud på at opnå kontrol over de pashtun-talende grupper på begge sider af Durand-linjen. I 1923 reagerede Amanullah ved at tiltage sig titlen padshah — "konge", og tilbyde asyl til muslimer, som flygtede fra Sovjetunionen og indiske nationalister i eksil fra Britisk Indien.
Amanullahs reformprogram var imidlertid utilstrækkeligt til at styrke hæren hurtigt nok. I 1928 abdicerede han under pres. Den som opnåede mest ved krisen var Mohammed Nadir Shah, som regerede fra 1929 til 1933. Både russerne og briterne udnyttede omstændighederne til deres fordel: russerne fik hjælp til at nedkæmpe det usbekiske oprør i 1930 og 1931 mens briterne hjalp Afghanistan med et etablere en professionel hær på 40.000 mand.
Med starten på 2. verdenskrig skete der en midlertidig samordning af britiske og sovjetiske interesser: I 1940 pressede begge landes regeringer Afghanistan til at udvise en stor tysk ikke-diplomatisk gruppe, som begge regeringer mente var involveret i spionage. Afghanistan indvilligede i 1941. Med denne samarbejdsperiode mellem Sovjetunionen og Storbritannien sluttede the Great Game mellem de to magter.

## Det nye Great Game
I nyere tid har der været nogen accept af at the Great Game fortsætter som en konflikt mellem De forenede Stater, Storbritannien og andre NATO lande og Rusland, Kina og andre lande i Shanghai Cooperation Organisation over olieledningerne i Centralasien.

## Fodnoter
1. ↑  Peter Hopkirk, The Great Game: The Struggle for Empire in Central Asia, Kodansha International, 1992, ISBN 4-7700-1703-0, p. 1
2. ↑  "Central Asia: Afghanistan and Her Relation to British and Russian Territories". World Digital Library. 1885. Hentet 2013-07-28.
3. ↑  First Afghan War – Battle of Kabul and Retreat to Gandamak
4. ↑  Citeret fra Disraelis brev til dronningen i: Mahajan, Sneh. British Foreign Policy, 1874-1914. Routledge, 2002. ISBN 0-415-26010-8. Page 53.
5. ↑  Forty-one years in India – From Subaltern To Commander-In-Chief, Lord Roberts of Kandahar – The Hunza-Naga Campaign
6. ↑  Citeret fra: Hopkirk, Peter. The Great Game: The Struggle for Empire in Central Asia. ISBN 1-56836-022-3. Page 520.
7. ↑   * Morgan, Gerald, “Myth and Reality in the Great Game”, Asian Affairs, vol. 60, (February 1973) 64.
8. 1 2  Yapp, Malcolm, “The Legend of the Great Game”, Proceedings of the British Academy, no. 111, 2001, 179–198
9. ↑  The "Great Game": Eurasia and the History of War
10. ↑  "Welcome Back To the Great Game". Arkiveret fra originalen 1. oktober 2009. Hentet 24. marts 2010.
11. ↑  The "New Great Game" in Eurasia is being fought in its "Buffer Zones"
12. ↑  http://fm.greenhillbooks.com/greenhill/FMPro?-db=greenhillbooks.fp5&-format=record%5fdetail.htm&-lay=layout%201&-sortfield=sort%20order&-sortfield=title&author=johnson&-recid=33835&-find= (Webside+ikke+længere+tilgængelig).